# Народна библиотека „Вук Караџић“ Баточина
Народна библиотека „Вук Караџић“ Баточина је општинска библиотека смештена у центру насеља Баточина. Поред централне библиотеке, постоје и огранци у селима Бадњевац и Брзан.
Корени библиотекарства у Баточини везују се за 1890. годину када се у Баточини формира прва читаоница. Формирана читаоница касније добија назив Народна књижница и читаоница − Баточина која ће од стране Савета за просвету и културу Народне Републике Србије бити награђена за постигнут успех у раду на народном просвећивању у 1953/54. години. Она ће бити претеча данашње Народне библиотеке „Вук Караџић“ која је основана 1965. године.

## Историјат
Корени библиотекарства у Баточини везују се за 1890. годину када се у Баточини формира прва читаоница. Након Другог светског рата формирана је Народна књижница и читаоница − Баточина у којој су радиле активисткиње АФЖ-а, а касније учитељице. Прва књижница се налазила у просторији Месне заједнице у главној улици где је овај простор делила са ловцима. Приспеле књиге су инвентарисане као књиге Основне школе „14. октобар“, тако да је књижница вршила улогу јавне, али и школске библиотеке.
Прва књига која је заведена у регистар била је „На Дрини Ћуприја“, аутора Иве Андрића. Уписана је 13. фебруара 1955. године и била је поклон Савета просвете и културе НР Србије. 
Скупштина општине Баточина је, на седници 31. марта 1965. године донела одлуку о оснивању Народне библиотеке „Вук Караџић” Баточина као самосталне установе. Библиотеком су управљали Савет библиотеке и управник. Савет библиотеке је доносио правила библиотеке, старао се о успешности извршавања задатака библиотеке, доносио финансијски план, утврђивао план рада, одлучивао о начину употребљавања средстава фондова, старао се о сарадњи библиотеке са одговарајућим друштвеним и стручним организацијама, вршио надзор над управљањем општенародном имовином која му је била поверена на употребу. Прва седница Савета библиотеке „Вук Караџић“ на којој је исти и конституисан, одржана је 19. априла 1965. године.
НБ „Вук Караџић” је поред библиотеке у Баточини имала огранке у Лапову, Брзану и Бадњевцу. Поред тога постојала је и књижница у Жировници у којој је радио Душан Миливојевић без новчане накнаде. Библиотека у Баточини је обезбедила део књига, а део је поклон учитеља који су радили у овом месту. Библиотека се претплатила и на листове „Политику“, „Нин“, „Светлост“ „Фронт“ и „Кораци“ и њих су корисници могли позајмљивали за читање. Међутим, коришћење штампе није било у пуној мери, јер ниједна од ових библиотека није располагала просторијом за читаоницу. 
Библиотека је у октобру и новембру сваке године одржавала акцију „Месец књиге”. Она је програмом предвиђала организацију књижевних вечери, расписивање тематских конкурса за школску децу, организовање литералне дружине по школама и награђивање најактивнијих читалаца.
Библиотека се 1977. године пребацила у просторије Дома културе „Душан Петровић Шане” (данас КЦ „Доситеј Обрадовић”). Осамдесетих година библиотека ради на прикупљању материјала за завичајну збирку, књижничари сређују по гранама све што је записано по гранама у овој општини. Од 1985. године наставља се са израдом каталога, ауторског и стручног. 
Од 1989. године се усељава у нове просторије, добија изглед праве библиотеке. Простор библиотеке је 120 квадрата где се и данас налази. Књиге су распоређене по полицама по УДК систему, а библиотека добија и читаонички простор од 10 места. Одлуком новоформиране општине Лапово 24. фебруара 1992. године огранак библиотеке у Лапову се одвојио од библиотеке у Баточини.

## Библиотека данас
Рад са корисницима се обавља у позајмном одељењу. Читаоцима је на располагању фонд од преко 37.000 књига. Енциклопедије, речнике, лексиконе и друге вредне књиге могуће је користити у просторијама Библиотеке, уз стручну помоћ библиотечког особља. Највећи број активних корисника је међу децом основне и средње школе, али не изостају много ни пезионери као и одрасла лица. Набавка књига спроводи се у складу са потребама и интересовањима корисника, али и са вредношћу издања која су тренутно актуелна.
У оквиру библиотеке постоји и Завичајна збирка која се прикупља од 1981. године. Она обухвата књижну и некњижну грађу, а то су фотографије, разгледнице, рукописи, прес блокови. Завичајна збирка је обогаћена 2018. године првим издањем Библиотеке под називом „Баточина између два светска рата 1918 − 1941”, аутора Марка Станојевића.
Читаоница поседује пет места и њу корисници углавном користе за читање дневне штампе. Посебно је издвојен интерни кутак који се састоји од четири рачунара, од којих је један донација делегације Еврпске уније у Србији. Као чланица ЕУТЕКА мреже библиотека нуди својим корисницима публикације и часописе о Европској унији у оквиру ЕУ кутка који функионише као информациони пункт локалне заједнице.
Савремена библиотека развија модера метод рада са корисницима уз слободан приступ књигама, унапређење знања и културе у складу са савременим информационим технологијама. Данас су библиотеке места интензивнијих сусрета, учења и дијалога са културним наслеђем као покретачем културе у једном друштву. У времену информација задатак је брзо реаговати и омогућити корисницима што комплетније информације из различитих области. Циљ библиотеке је сачувати културну баштину нашег народа, али посебно локалне средине и приближити је новим генерацијама путем дигиталних садржаја. То доприноси унапређењу живота свих људи почев од најмлађих до најстаријих корисника библиотеке.
Стручни рад Библиотеке обавља се у складу са Законом о библиотечко-информационој делатности. Књижни фонд је уређен по УДК систему. Народна библиотека „Вук Караџић” је чланица COBISS мреже од 2017. године под акронимом БАТОЦ и у току је припрема за електорнску позајмицу књига.
Програмске активности, као што су књижевне вечери, предавања, изложбе, радионице, су начин за остваривање оброзовно-културне делатности Библиотеке. Све активности се организују у циљу промовисања књиге и читања, али и подизања друштвене свести о општим животним питањима. Библиотека је домаћин општинског такмичења рецитатора за ученике основне и средње школе, такмичење у изражајном читању текстова и илустрације текстова.

## Легат Милана Цветановића
Легат Милана Цветановића поклонио је библиотеци 1993. године његов брат, Младен Цветановић. Он је веровао је библиотека право место где се требају наћи уџбеници и друге публикације које је користио за учење његов брат.
Милан Цветановић рођен је 1898. године у Баточини. Основну школу завршио је у свом родном месту. Малу матуру је завршио у Крагујевцу и започео гимназију, али је због свађе са професорима школовање наставио у Смедереву где је завршио средњу школу. Велики утицај на школовање имао је његов ујак Велимир Живојиновић Масука, професор филозофије, песник и позоришни критичар из Велике Плане. Он је Милану дао новац за школовање. Медицину је студирао у Бечу, а завршну годину у Грацу. После годину дана рада специјализовао је гинекологију. Милан је трагично погинуо у Експлозији у Смедеревској тврђави 5. јуна 1941. године. Са неколико лекара пошао је возом у Смедерево ради пријаве и подизање плате. Том приликом страдала је и његова сестра. Воз је каснио пет минута и да је пошао на време путници би избегли несрећу.
Легат се састоји од публикација које припадају различитим групама, а највише из области медицине, филозофије, економије и књижевности. Поред тога постоји и некњижна грађа која обухвата рукописе, хербаријум, скице средњовековне архитектуре, хербаријум и фотографије.